# Centro (Vila Velha)
Centro de Vila Velha é um bairro do municipio de Vila Velha localizado na Região I ou Distrito do Centro. É a região mais frequentada do municipio, compreende as sedes das grandes empresas. Diariamente cerca de 600.000 pessoas passam pelo Centro Comercial/Empresarial e Histórico, ambos no Centro. 

## Principais Avenidas
As principais ruas e avenidas do Centro, são: Av.Luciano das Neves (que liga o centro histórico a região de Itaparica e Rodovia do Sol), Champagnat (liga o centro a Praia da Costa, e é a mais movimentada), Henrique Moscoso (vai da Praia da Costa ao Centro), Estrada Jerônimo Monteiro (liga o Centro a região de São Torquato, passando pelo Maior Polo Comercial do Estado, e alguns dos mais tradicionais bairros)

## Pontos Mais Importantes
No Centro esta localizada a Praça Duque de Caxias, ou pracinha de Vila Velha, o Teatro Municipal, e a antiga sede da Prefeitura (hoje, em Coqueiral de Itaparica), além de quatro shopping center e o maior terminal de Integração do sistema Transcol da Grande Vitória (Terminal de Vila Velha)